# Антоновка (Харьковская область)
Анто́новка (укр. Антонівка) — село,
Кегичёвский поселковый совет,
Кегичёвский район,
Харьковская область.
Код КОАТУУ — 6323155101. Население по переписи 2001 года составляет 221 (97/124 м/ж) человек.

## Географическое положение
Село Антоновка находится на берегу реки Вшивая, недалеко от её истоков.
На реке несколько запруд.
На расстоянии в 4 км расположен пгт Кегичёвка.

## История
- 1771 — дата основания.
- 1962 — возле села образовалось солёное озеро техногенного происхождения .

## Экономика
- Молочно-товарная ферма.
- Небольшой глиняный карьер.

## Объекты социальной сферы
- Школа.
- Клуб.

## Достопримечательности
- Братская могила советских воинов. Похоронено 43 воина.